# Mistrovství Československa v krasobruslení 1978
Mistrovství Československa v krasobruslení 1978 se konalo 7. ledna a 8. ledna 1978 v Brně.

## Medaile
| Kategorie      | Zlato                               | Zlato      | Stříbro                  | Stříbro     | Bronz                  | Bronz       |
| Muži           | Miroslav Šoška                      | 7 - 143,84 | Ivan Králík              | 14 - 137,52 | Jelínek                | 24 - 133,08 |
| Ženy           | Renata Baierová                     | 7 - 140,10 | Eva Ďurišinová           | 17 - 136,20 | Hana Veselá            | 18 - 135,48 |
| Sportovní páry | Ingrid Spieglová Alan Spiegl        | 5 - 75,82  | Thýnová Burian           | 10 - 66,66  | neobsazeno             | -           |
| Taneční páry   | Liliana Řeháková Stanislav Drastich | 5 - 106,08 | Jindra Holá Jiří Pokorný | 10 - 98,64  | Beránková Karol Foltán | 16 - 54,68  |

- čísla udávají celkové hodnocení, první za přednes a druhá počet bodů